# کاخ زهران
کاخ زهران عربی: قصر زهران کاخی که در امان، پایتخت کشور اردن واقع شده و در سال ۱۹۵۷ بنا شده است. این کشور میزبان بسیاری از رویدادهای سلطنتی بوده است، مانند مراسم ازدواج پادشاه و ملکه کنونی اردن در سال ۱۹۹۳. علاوه بر این، جشن ازدواج ولیعهد وقت شاهزاده حمزه بن حسین با شاهدخت نور نیز در ۲۷ مه ۲۰۰۴ نیز در این کاخ برگزار شد. در ۱ ژوئن ۲۰۲۳ (۱۱ خرداد ۱۴۰۲ خورشیدی)، جشن ازدواج ولیعهد حسین بن عبدالله با رجوه الحسین در همین کاخ برگزار شد.
در سال ۱۹۵۹، این کاخ محل ملاقات پادشاه فقید ایران و پادشاه وقت اردن بود.
کلمه زهران که به «شکوفه گل» می‌باشد، اطراف کاخ را زمینی سبز در بر می‌گیرد و مشرف به یکی از قدیمی‌ترین محله‌های عمان، جبل امان است.
این کاخ در خیابان زهران عربی: شارع زهران عمان واقع شده است.
این کاخ سالها اقامتگاه ملکه مادر زین بود. وی در سال ۱۹۹۴ در سوئیس درگذشت.